# Butler Summit
Butler Summit är en bergstopp i Antarktis. Den ligger i Östantarktis. Nya Zeeland gör anspråk på området. Toppen på Butler Summit är 1 000 meter över havet, eller 396 meter över den omgivande terrängen. Bredden vid basen är 3,8 km.
Terrängen runt Butler Summit är bergig åt sydost, men åt nordväst är den kuperad. Trakten är obefolkad. Det finns inga samhällen i närheten. 